# Bobur Shokirjonov
Bobur Azamjon oʻgʻli Shokirjonov (ur. 5 grudnia 1990 w Taszkencie) – uzbecki lekkoatleta specjalizujący się w rzucie oszczepem.
Międzynarodową karierę rozpoczynał w roku 2007 od startu w mistrzostwach świata juniorów młodszych. W 2008 wygrał mistrzostwa Azji juniorów i pojechał na światowy czempionat juniorów, w którym uplasował się na 6. miejscu. Reprezentował Uzbekistan na igrzyskach olimpijskich w Pekinie jednak nie awansował do finału zajmując odległe miejsce w eliminacjach. Zajął 9. miejsce w mistrzostwach Azji w 2009. Srebrny medalista azjatyckiego czempionatu z 2015. Medalista mistrzostw Uzbekistanu.
Rekord życiowy: 81,27 (3 czerwca 2017, Windawa).

## Osiągnięcia
| Rok  | Impreza                               | Miejsce        | Lokata            | Wynik |
| ---- | ------------------------------------- | -------------- | ----------------- | ----- |
| 2007 | Mistrzostwa świata juniorów młodszych | Ostrawa        | 11. miejsce       | 66,93 |
| 2008 | Mistrzostwa Azji juniorów             | Dżakarta       | 1. miejsce        | 66,03 |
| 2008 | Mistrzostwa świata juniorów           | Bydgoszcz      | 6. miejsce        | 71,66 |
| 2008 | Igrzyska olimpijskie                  | Pekin          | el. – 33. miejsce | 69,54 |
| 2009 | Mistrzostwa Azji                      | Kanton         | 9. miejsce        | 69,14 |
| 2010 | Igrzyska azjatyckie                   | Kanton         | 14. miejsce       | 66,02 |
| 2011 | Mistrzostwa Azji                      | Kobe           | 9. miejsce        | 69,81 |
| 2013 | Mistrzostwa Azji                      | Pune           | 6. miejsce        | 72,64 |
| 2014 | Igrzyska azjatyckie                   | Incheon        | 7. miejsce        | 76,34 |
| 2015 | Mistrzostwa Azji                      | Wuhan          | 2. miejsce        | 79,09 |
| 2015 | Uniwersjada                           | Gwangju        | el. – 16. miejsce | 69,78 |
| 2016 | Igrzyska olimpijskie                  | Rio de Janeiro | el. –             | NM    |
| 2017 | Mistrzostwa Azji                      | Bhubaneswar    | 9. miejsce        | 75,34 |
| 2019 | Światowe wojskowe igrzyska sportowe   | Wuhan          | 12. miejsce       | 66,91 |